# Hiram Tuttle (jahač)
Hiram Tuttle, ameriški jahač in častnik, * 22. december 1882, † 1956.
Na poletnih olimpijskih igrah leta 1932 je osvojil ekipno in individualno bronasto medaljo v dresuri.